# Андреј Хочевар
Андреј Хочевар (словен. Andrej Hočevar; рођен 21. новембра 1984. у Љубљани, СР Словенија) професионални је словеначки хокејаш на леду који игра на позицији голмана.
Играчку каријеру започео је у лето 2000. у јуниорској екипи ХК МАРЦ Интеријери одакле је након две године прешао у најбољи словеначки клуб Тилија Олимпија из Љубљане. У лето 2006. прелази у другог словеначког великана ХК Акрони из Јесеница. Након три сезоне у екипи из Јесеница одлази у иностранство и игра прво у Италији, а потом у Француској и Украјини. Од сезоне 2013/14. игра за француску екипу ХК Дофенс д'Епинал.
За сениорску репрезентацију Словеније игра од 2005, а на светском првенству Дивизије 1 (група Б) 2007. са процентом одбрана од 95% проглашен је за најбољег голмана турнира. За репрезентацију је играо укупно 9 пута на светским првенствима, од тога 5 пута у елитној дивизији.
Био је део Олимпијског тима Словеније на Зимским олимпијским играма 2014. у Сочију.
Његов брат Матеј такође је професионални хокејаш.